# Borboroides helenae
Borboroides helenae är en tvåvingeart som beskrevs av Mcalpine 2007. Borboroides helenae ingår i släktet Borboroides och familjen myllflugor. Inga underarter finns listade i Catalogue of Life.